# Pat Toomay
Patrick Jay „Pat“ Toomay (* 17. Mai 1948 in Pomona, Kalifornien) ist ein ehemaliger US-amerikanischer American-Football-Spieler. Er spielte auf der Position des Defensive End in der National Football League (NFL) bei den Dallas Cowboys, den Buffalo Bills, den Tampa Bay Buccaneers und den Oakland Raiders.

## Jugend
Toomay wurde als Sohn eines Generals der United States Air Force in Kalifornien geboren. Er hat noch drei Geschwister und besuchte in Alexandria die High School. Auf der Schule war er als Footballspieler aktiv, spielte daneben auch Baseball und Basketball. In allen drei Sportarten wurde er in die Staatsauswahl von Virginia gewählt. Aufgrund seiner sportlichen Leistungen wurden er im Jahr 2012 in die Ruhmeshalle seiner Schule aufgenommen. 

## Spielerlaufbahn

### Collegekarriere
Nach seinem Schulabschluss im Jahr 1966 erhielt Pat Toomay ein Studium an der Vanderbilt University. Für die Vanderbilt Commodores spielte er zunächst Basketball und zusammen mit Bob Asher Football. Im Laufe seines Studiums entschied er sich dazu nur noch Football zu spielen und wurde vom Quarterback zu einem Defensive End umgeschult. In seinem letzten Spieljahr am College nahm er an einem Auswahlspiel teil. 

### Profikarriere
Pat Toomay wurde im NFL Draft 1970 durch die von Tom Landry betreuten Dallas Cowboys in der siebten Runde an 153. Stelle ausgewählt. Die Cowboys setzten Toomay neben Bob Lilly und Jethro Pugh in der Defensive Line ein. 
Im Jahr 1970 gewann die Mannschaft von Toomay mit einem 17:10-Sieg über die San Francisco 49ers die NFC-Meisterschaft. Seine Mannschaft scheiterte aber im Super Bowl V an den Baltimore Colts, die von Don McCafferty betreut wurden, mit 16:13.
Ein Jahr später gewann Pat Toomay mit den Cowboys in der Regular Season elf von 14 Spielen und zog damit erneut in die Play-offs ein. Nach einem 14:3-Sieg über die San Francisco 49ers gelang seinem Team unter Führung von Quarterback Roger Staubach im Super Bowl VI gegen die von Don Shula trainierten Miami Dolphins ein 24:3-Sieg.
Pat Toomay wechselte zur Saison 1975 zu den von Lou Saban trainierten Buffalo Bills und wechselte nach nur einem Spieljahr zu den neugegründeten Tampa Bay Buccaneers, die er gleichfalls nach nur einem Spieljahr wieder verließ. Diesmal schloss er sich den Oakland Raiders an, die von John Madden betreut wurden. In seinem ersten Spieljahr in Oakland konnte er mit seiner Mannschaft in das AFC Championship Game einziehen. Dort scheiterte allerdings sein Team nach einer 20:17-Niederlage an den Denver Broncos. Nach zwei weiteren Spieljahren bei den Raiders beendete Pat Toomay seine Laufbahn.

## Abseits des Spielfelds
Bereits während seiner Spielerlaufbahn betätigte sich Patrick Toomay als Schriftsteller. Sein im Jahr 1984 veröffentlichter Roman On Any Given Sunday wurde im Jahr 1999 von Oliver Stone verfilmt. Er selbst spielte in dem Film einen Assistenztrainer. Sein Trainer wurde dabei von Y. A. Tittle verkörpert.

### Werke
- The crunch: An irreverent trip through the NFL, from rookie year to a world championship to the player's strike, 1975, ISBN 978-0393087260
- On Any Given Sunday, 1984, ISBN 978-0917657115

## Quelle
- Jens Plassmann: NFL – American Football. Das Spiel, die Stars, die Stories (= Rororo 9445 rororo Sport). Rowohlt, Reinbek bei Hamburg 1995, ISBN 3-499-19445-7.